# Jens Rusch

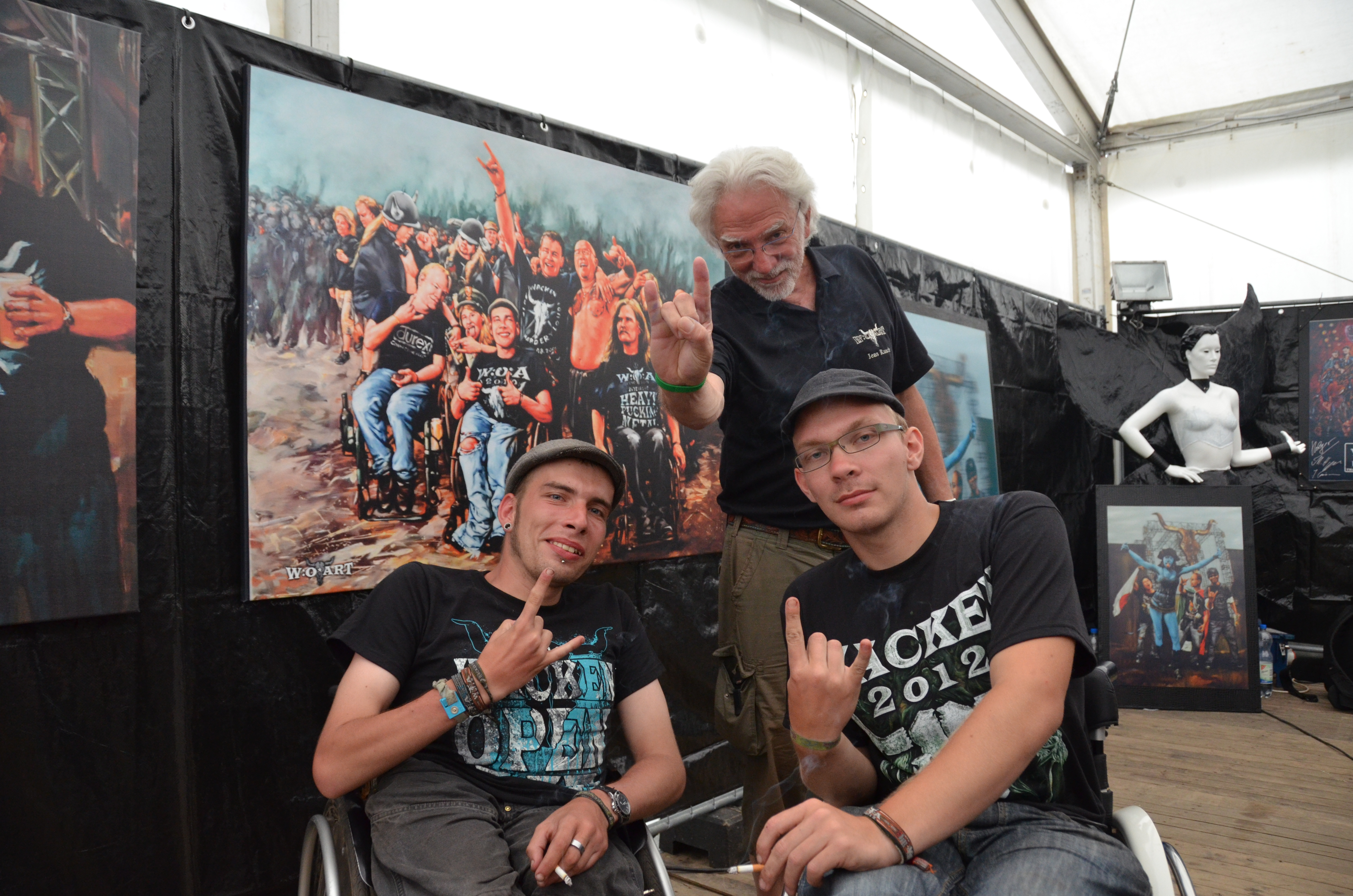
Jens Rusch mit zwei seiner Modelle im W:O:Art Zelt auf dem Wacken Open Air 2012

Jens Rusch (* 26. April 1950 in Neufeld, Dithmarschen) ist ein deutscher Künstler.

## Leben

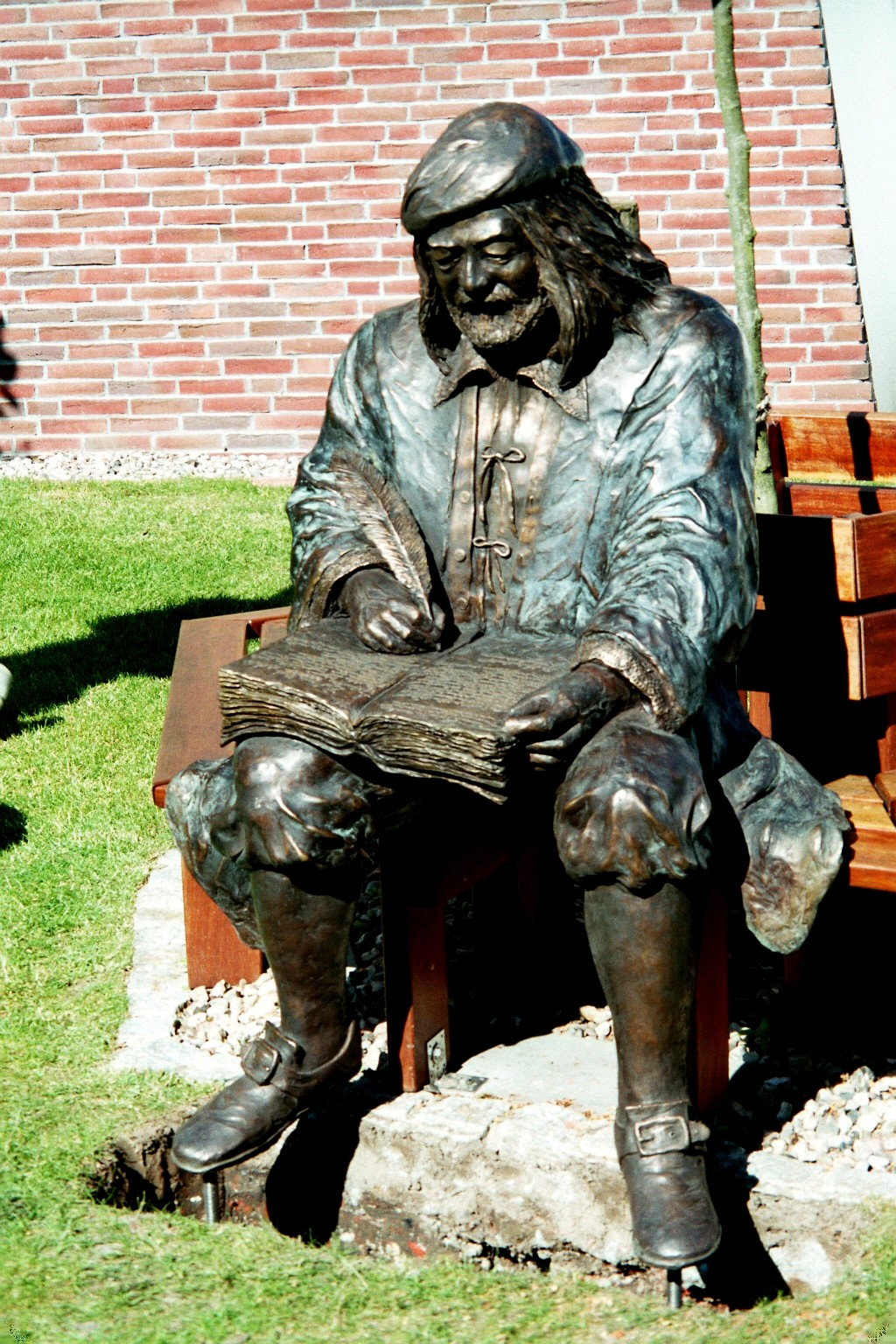
„Neocorus“, Bronzeplastik von Jens Rusch

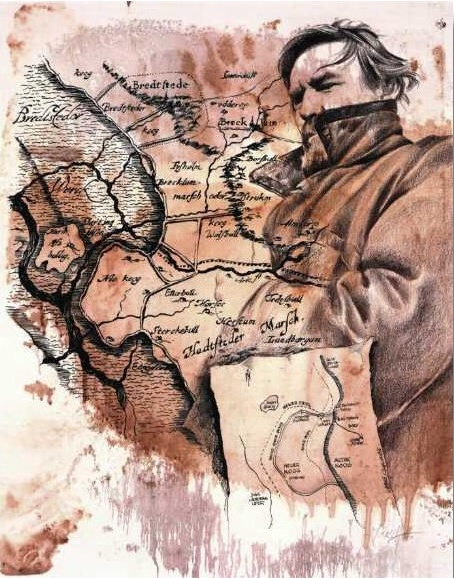
Jens Rusch: „Dein neuer Koog ist ein fressend Werk.“ (Zitat aus dem Schimmelreiter)
(Mischtechnik 1989)

Rusch machte eine handwerkliche Berufsausbildung und ist seit 1972 als freischaffender Künstler tätig. Von 1979 bis 1982 studierte er als Meisterschüler bei dem Maler und Graphiker Eberhard Schlotter in Altea in Spanien vorwiegend Radiertechniken. Außer in seinem Atelier in Brunsbüttel in Norddeutschland arbeitet Rusch auch häufig in Spanien. Dort unterhielt er bis 1998 ein zweites Atelier in der an der Costa Blanca gelegenen, ostspanischen Provinz Alicante im Bergdorf Callosa de Ensarriá, wo er auch jetzt noch zeitweise tätig ist.
Anfang der 2000er Jahre überstand Rusch eine Krebs-Erkrankung, was seine weitere künstlerische Entwicklung prägte. So organisiert er unter anderem seit 2004 die „Wattolümpiade“ als Benefizveranstaltung für die Schleswig-Holsteinische Krebsgesellschaft.
Rusch illustrierte unter anderem Theodor Storms Schimmelreiter, Goethes Faust, Arno Schmidts Schule der Atheisten und die Carmina Burana. Seine Schimmelreiter-Illustrationen wurden von sechs Schulbuchverlagen übernommen; sie erschienen darüber hinaus in einer englischen Schulbuchausgabe sowie in einer koreanischen Lizenzausgabe. Bei einer öffentlichen Vorstellung der koreanischen Ausgabe des Schimmelreiters in Brunsbüttel würdigte Gerd Eversberg von der Husumer Theodor-Storm-Gesellschaft das Engagement des Künstlers:

„Ihre realistischen Illustrationen vermitteln den Lesern aus Korea eine angemessene Vorstellung von Landschaft und Leben an der Westküste; sie ergänzen somit die von Theodor Storm beschriebenen Kämpfe der Küstenbewohner gegen die ewigen Naturgewalten. Sie haben damit einen wichtigen Beitrag zur Vermittlung unseres kulturellen Erbes in den asiatischen Raum geleistet. Dort lesen Menschen, die sich für die deutsche Kultur interessieren, gerne Novellen und Gedichte von Theodor Storm.“

Seine Arbeiten wurden in zahlreichen Ausstellungen im In- und Ausland gezeigt, unter anderem auch in Kolumbien und Rumänien.

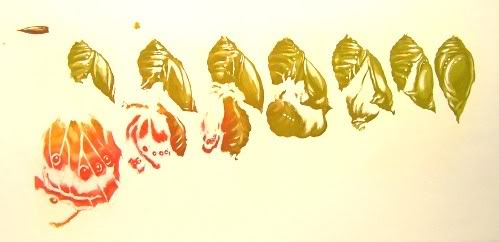
Andruck Druckplatte 1. Motiv „Metamorphose“ von Jens Rusch
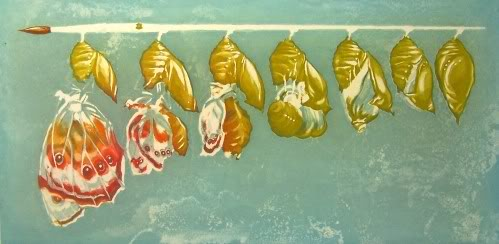
Zusammendruck Platte 1 und 2. Technik: Malerische Aquatinta
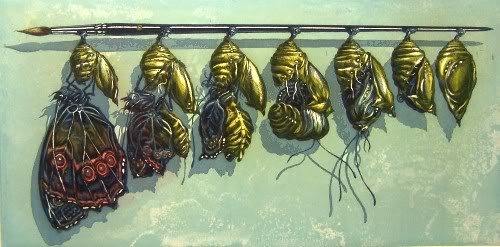
Zusammendruck der Platten 1, 2 und 3

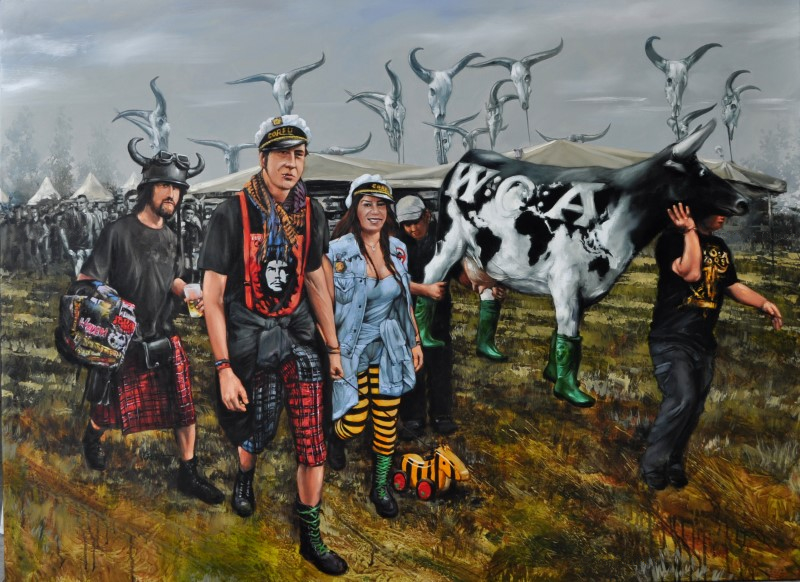
Gemälde „Wackener Weltkuh“. Öl auf Leinwand 110 × 150 cm. Aus dem Zyklus W:O*ART.

Rusch ist Mitglied der Deutschen Exlibris-Gesellschaft und der Gesellschaft der Arno-Schmidt-Leser. Er war Mitglied der Künstlergruppe Norddeutsche Realisten, die in der Tradition der Pleinairmalerei der Impressionisten steht. Darüber hinaus ist er Freimaurer und Mitglied der freimaurerischen Künstlervereinigung Pegasus.

## Publikationen
- Küste und Marsch. Dithmarscher Presse-Dienst Christiansen, Heide 1975, ISBN 3-88089-003-X.
- Jens Rusch zeichnet Büsum. Dithmarscher Presse-Dienst Christiansen, Heide 1976, ISBN 3-88089-005-6.
- mit: Gabriel Peters: Wer ist denn bloß Anguilla? Die Lebensgeschichte eines Aals. Dithmarscher Presse-Dienst Christiansen, Heide 1978, ISBN 3-88089-024-2.
- So funktioniert Dithmarschen. 2. Auflage. Dithmarscher Presse-Dienst, Heide 1984, ISBN 3-88089-013-7.
- Suspiria de profundis. Erotische Grafik. Broschat, Hohenwestedt 1989, ISBN 3-924256-36-5.
- Der Illustrierte Schimmelreiter. Möller, Rendsburg 1987, ISBN 3-87550-078-4. (Neuaufl.: Jork u. Rusch, Brunsbüttel 1995, ISBN 3-931427-00-5)
- Auf eigene Faust radiert. Möller, Rendsburg 1987, ISBN 3-87550-071-7.
- Mundus pictus. Landschaften und Stilleben. Möller, Rendsburg 1989, ISBN 3-87550-113-6.
- Jens Rusch (Hrsg.): Exlibris „… aus den Büchern“. Jork u. Rusch, Brunsbüttel 1996, ISBN 3-931427-01-3.
- mit: Peter K. Hertling: Wind von vorn. Skizzenbuch einer Familiengeschichte. Neumann, Kiel 2001, ISBN 3-931427-29-3.
- Farbradierung. Deich-Verlag, ISBN 978-3-942074-01-8. (Lehrheft)
- Der illustrierte Schimmelreiter. Deich-Verlag, ISBN 978-3-942074-02-5. (Taschenbuch)
- Jens Rusch: Jiaogulan, Anregungen für Selbstversorger. 1. Auflage. Brunsbüttel 2020, ISBN 978-3-00-066374-1, S. 116 (jiaogulan-rusch.com).

## Auszeichnungen
- 1990 Kulturpreis des Kreises Dithmarschen
- 2004 Kulturpreis der Exlibris-Gesellschaft
- 2005 Deutscher Tourismuspreis für innovative Tourismusprodukte für die Organisation der Wattolümpiade in Brunsbüttel.
- 2011 „Botschafter Dithmarschens“ Kreis Dithmarschen
- 2011 „Mensch des Jahres“ Leseraktion Schleswig-Holsteinischer Zeitungsverlag
- 2012 „Bürgerpreis“ der CDU / Brunsbüttel stellvertretend für die Organisatoren der Benefiz-Veranstaltung Wattolümpiade.
- 2019 Ehrenmitglied des onkologischen Arbeitskreises der Westküstenkliniken
- 2021 Bundesverdienstkreuz am Bande